# Kurt-Schumacher-Platz
Kurt-Schumacher-Platz, Kutschi – plac w Berlinie, w Niemczech, w dzielnicy Reinickendorf, w okręgu administracyjnym Reinickendorf. 4 sierpnia 1955 został nazwany od przywódcy Socjaldemokratycznej Partii Niemiec Kurta Schumachera. 
Przy placu znajduje się stacja metra linii U6 Kurt-Schumacher-Platz.